# Dedicated (Carly Rae Jepsen)
Dedicated è il quarto album in studio della cantante canadese Carly Rae Jepsen, pubblicato il 17 maggio 2019.

## Antefatti
Parlando a Stereogum, la cantante nel 2016 ha dichiarato di essere desiderosa di lavorare a nuova musica, volendo dimezzare il tempo che aveva impiegati a produrre I prevenienti lavori, e concludendo che aveva intenzione di pubblicare nuovo materiale per l’anno successivo.
A giugno 2016, aveva iniziato a lavorare all’album durante un viaggio in Svezia, la prima di quattro tappe. La sua relazione con il fotografo David Larkins era terminata proprio lì, ispirandola maggiormente alla nuova musica.
Jepsen ha descritto il produttore John Hill come un eroe per il progetto, mentre altri contributori comprendono Jack Antonoff, Noonie Bao, Pontus Winnberg of Bloodshy & Avant e Captain Cuts. All’inizio del processo di lavorazione dell’album, la cantante voleva fortemente incontrare Patrik Rebger, essendo una fan del suo lavoro per la hit di Robyn Dancing On My Own.

## Accoglienza
| Recensione           | Giudizio |
| -------------------- | -------- |
| AllMusic             |          |
| Clash                | 8/10     |
| Consequence          | B        |
| Exclaim!             | 8/10     |
| Los Angeles Times    |          |
| musicOMH             |          |
| NME                  |          |
| Paste                | 7,8/10   |
| Pitchfork            | 7,3/10   |
| PopMatters           | 8/10     |
| Rolling Stone        |          |
| Slant Magazine       |          |
| Sputnikmusic         |          |
| The Guardian         |          |
| The Independent      |          |
| The Line of Best Fit | 9/10     |

Dedicated ha ottenuto recensioni  positive da parte dei critici musicali. Su Metacritic, sito che assegna un punteggio normalizzato su 100 in base a critiche selezionate, l'album ha ottenuto un punteggio medio di 79 basato su ventidue recensioni.

## Tracce
1. Julien – 3:54 (Carly Rae Jepsen, Kyle Shearer, Nate Cyphert, Benjamin Ruttner, Jared Manierka)
2. No Drug Like Me – 3:28 (Jepsen, John Hill, Jordan Palmer, Daniel Ledinsky, James Flannigan)
3. Now That I Found You – 3:20 (Jepsen, Ben Berger, Ryan McMahon, Ryan Rabin, Alexander O'Neill)
4. Want You in My Room – 2:46 (Jepsen, Jack Antonoff, Tavish Crowe)
5. Everything He Needs – 3:38 (Jepsen, Harry Nilsson, Christopher Baran, Ben Romans, Amanda Warner)
6. Happy Not Knowing – 2:41 (Jepsen, Hill, Palmer, Crowe, Ledinsky)
7. I'll Be Your Girl – 2:58 (Jepsen, Hill, Patrik Berger)
8. Too Much – 3:17 (Jepsen, Hill, Palmer, Noonie Bao)
9. The Sound – 2:51 (Jepsen, Tommy English, Noah Beresin, Manierka)
10. Automatically in Love – 3:33 (Jepsen, Hill, Rogét Chahayed, Nate Campany)
11. Feels Right (feat. Electric Guest) – 2:43 (Jepsen, Hill, Palmer, Asa Taccone, Matthew Compton)
12. Right Words Wrong Time – 3:20 (Jepsen, Alex Hope, Chahayed)
13. Real Love – 3:54 (Jepsen, Flannigan, Chris Whitehall)

## Classifiche
| Classifica (2019) | Posizione massima |
| ----------------- | ----------------- |
| Australia         | 33                |
| Canada            | 16                |
| Giappone          | 32                |
| Irlanda           | 39                |
| Nuova Zelanda     | 40                |
| Regno Unito       | 26                |
| Stati Uniti       | 18                |
| Svizzera          | 71                |